# Chavín de Huántar (Huari)
Chavín de Huántar ist eine Ortschaft in der Provinz Huari der Verwaltungsregion Ancash in Peru. Die Einwohnerzahl lag beim Zensus 2017 bei 2384, 10 Jahre zuvor bei 2104. Die Bevölkerung lebt überwiegend von der Landwirtschaft, wie dem Anbau von Kartoffeln und Getreide.

## Lage
Chavín de Huántar liegt an der Mündung des Río Huachecsa in den Río Mosna auf einer Höhe von 3160 Metern.

## Verkehrsverbindungen
- Entlang des Río Mosna verläuft eine Straße. Talabwärts erreicht sie über die Orte San Marcos und Pomachaca die Provinzhauptstadt Huari. In der anderen Richtung führt sie den Osthang der Cordillera Blanca hinauf zum Kawish-Tunnel (4516 m) und von dort den Westhang der Cordillera Blanca hinab ins Río-Santa-Tal zum Ort Cátac (3540 m).
- Ein Fußweg führt über den Yanashallash-Pass (4700 m) zum Ort Olleros (3450 m) im Río-Santa-Tal.

## Sehenswürdigkeiten
- Am Ortsrand auf der rechten Seite des Río Huachecsa liegt der berühmte Tempelkomplex von Chavín de Huántar
- Ungefähr zwei Kilometer südlich im Dorf Quercos gibt es ein kleines Thermalbad (Baños Termales de Chavín).